# Клементин Фракийский
Клементин, Феодот и Филомен — святые мученики Фракийские. День памяти —  14 ноября.
В Римском мартирологе на 14 ноября поминаются три мученика из Гераклеи Фракийской: Климетин, Феододт и Филомен. На ту же дату в Сирийском мартирологе IV века поминаются священномученики Феодот и Димитрий. В Иеронимовом мартирологе на 11 ноября поминается святой  Клементин, мученик Африканский.